# Max Hoene
Max Hoene (* 22. Dezember 1884 in Rudolstadt; † 19. Mai 1965 in München) war ein deutscher Bildhauer.

## Leben und Werk
Der Sohn eines Kaufmanns wurde 1903 an der Kunstakademie München Schüler von Wilhelm von Rümann. Schon 1908 fand in Gotha eine größere Ausstellung seiner Werke statt. Ab 1913 wurden seine Arbeiten regelmäßig auf den Ausstellungen der Münchner Sezession gezeigt, 1921 auch auf der Kunstausstellung Dresden. 1927 richtete er eine Wohnung im Haus Mies van der Rohes in der Weißenhofsiedlung ein.
Hoene war von 1926 bis 1933 Vorsitzender des Reichsverbandes Bildender Künstler und wurde 1950 zum 2. Vorsitzenden des Bayerischen Werkbunds gewählt. In der Zeit des Nationalsozialismus war er obligatorisch Mitglied der Reichskammer der bildenden Künste. Es ist jedoch lediglich seine Teilnahme an der Großen Münchner Kunstausstellung 1934 bekannt.
Ein Schwerpunkt seines Schaffens war die Grabmalkunst.
Hoenes Nachlas befindet sich im Deutschen Kunstarchiv im Germanischen Nationalmuseum in Nürnberg.

## Werke (Auswahl)

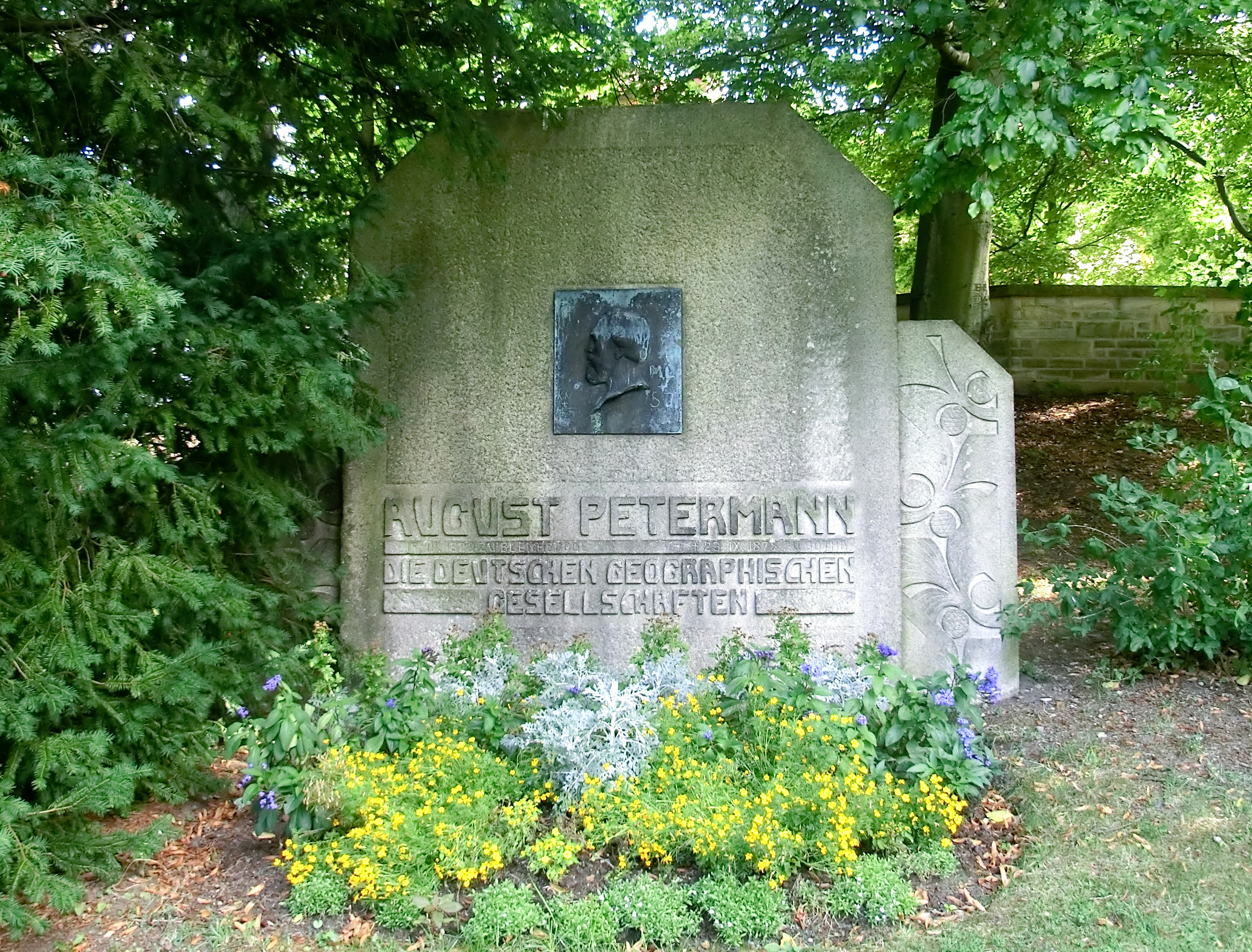
August-Petermann-Denkmal in Gotha

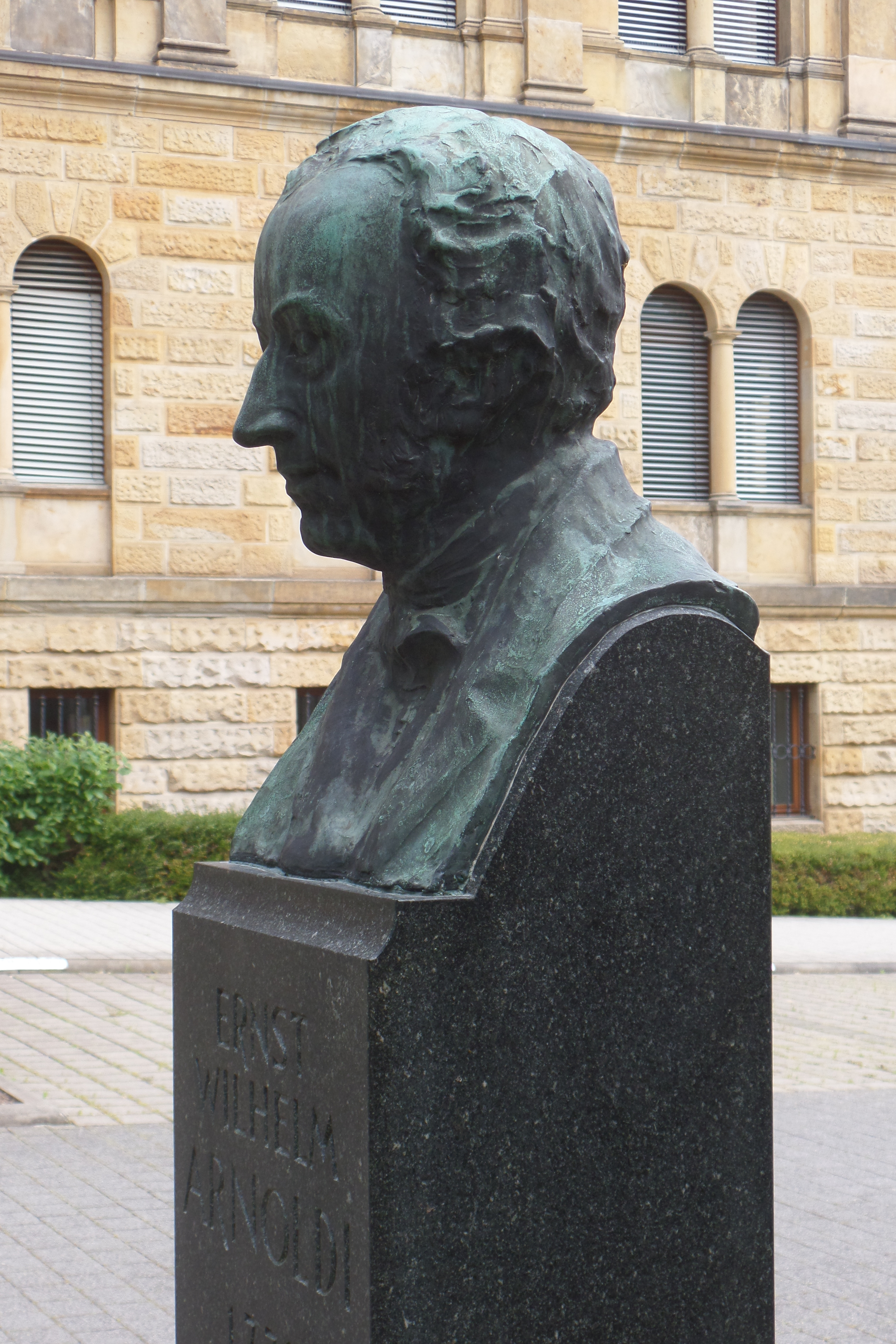
Der von Max Hoene 1958 geschaffene Bronzekopf Ernst Wilhelm Arnoldis in Gotha

### Bildende Kunst
- 1909: Petermann-Denkmal in Gotha
- o. J.: Kriegerdenkmal in Hildburghausen[6]
- 1931: Fischbrunnen an der Rimstinger Straße in München
- 1939: Bildsäule auf dem Seeberg bei Kleinmachnow (unvollendet)[7]
- 1942: Altarbild der evangelisch-lutherischen Kirche in Seeshaupt[8]
- 1955: Relief Bühnenkulissen an der Fassade des ehemaligen Prälatenbaus zum Stift Heilig Kreuz in Augsburg
- 1958?: Büste Ernst Wilhelm Arnoldis am Verwaltungsgebäude der Gothaer Versicherungsbank in Göttingen[9]
Die Büste wurde im März 2020 abgenommen und nach Gotha transportiert. Dort erhielt sie am 18. Mai 2020 einen neuen Standplatz vor dem Gebäude, in dem das Deutsche Versicherungsmuseum Ernst Wilhelm Arnoldi seinen Sitz hat.[10]

### Sonstige
- Hans Malberg, Max Hoene: Holzgeschnitzte Wegweiser. Neue Entwürfe. Preisgekrönte und andere Arbeiten aus dem von der Thüringischen Landesstelle für Handwerksförderung in Weimar veranstalteten Wettbewerb. Duncker, Weimar 1936.